# Mártha Ivor
Mártha Ivor (Szatmárnémeti, 1928. szeptember 9. – 2007. augusztus 17.) magyar urológus, orvosi szakíró, az Erdélyi Református Egyházkerület tiszteletbeli főgondnoka, Mártha-Papp Ilona férje.

## Életpályája

Sírja a marosvásárhelyi református temetőben

A Kölcsey Ferenc Gimnáziumban érettségizett (1947), a marosvásárhelyi OGYI-ban általános orvosi érdemdiplomát szerzett (1953).  Az urológiai klinikára került szakorvosnak, 1958-tól főorvos volt, 1978-tól az orvostudományok doktora. A Román Urológiai Társaság tagja. Kutatási területe a vese-TBC. Urológia c. egyetemi jegyzete magyarul is megjelent (Mv. é.n.). Szalmai érdeklődése főleg a vese és prosztata daganatos megbetegedései és azok sebészi megoldásai felé irányult.
Egyenessége, becsületessége és jóindulatú segítőkészségge ötvöződött terjedelmes szakmai adottságaival.  Nyugdíjba vonulása után  konzultáns főorvosként rendszeresen bejárt a klinikára gyógyítani. A Carit-San, később a Marmed nevű járóbeteg-rendelőkben haláláig tartotta kapcsolatát a szenvedő emberekkel.
Nagy figyelmet szentelt szakmai továbbképzésére is.
Éveken át volt az Erdélyi Református Egyházkerület főgondnoka.

„…dr. MÁRTHA IVOR, az emberies orvos és az igaz ember, aki csendben távozott. Mi már csak az emlékeink között keresgélve találkozhatunk vele. Emlékét őrizni fogjuk. Ezúton fejezzük ki őszinte részvétünket bánatos családjának, mellettük vagyunk e fájdalmas veszteség elviselésében.”

– halálának emlékére, Népújság